# 沙莱讷
沙莱讷（法語：Chalaines，法語發音：[ʃalɛn]）是法国默兹省的其中一个市镇，属于科梅尔西区。

## 地理
沙莱讷（48°36'11"N, 5°40'50"E）面积8.1 平方千米，位于法国大東部大區默兹省，该省份为法国西北部内陆省份，北与比利时接壤，西接马恩省和阿登省，南至上马恩省和孚日省，东临默尔特-摩泽尔省。
与沙莱讷接壤的市镇（或旧市镇、城区）包括：日博梅、讷维尔莱沃库勒尔、里尼拉萨勒、里尼圣马丹、塞普维尼、沃库勒尔。

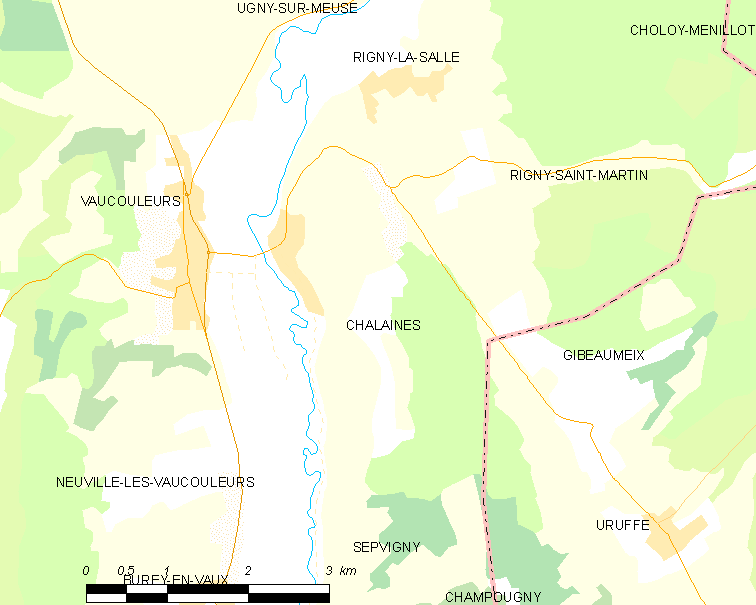
沙莱讷的OSM定位图

沙莱讷的时区为UTC+01:00、UTC+02:00（夏令时）。

## 行政
沙莱讷的邮政编码为55140，INSEE市镇编码为55097。

## 政治
沙莱讷所属的省级选区为沃库勒尔县。

## 人口

1962-2008年间沙莱讷人口变化图示

沙莱讷于2022年1月1日时的人口数量为304人。